# Municipio de Enterprise (condado de Roberts)
El municipio de Enterprise (en inglés: Enterprise Township) es un municipio ubicado en el condado de Roberts en el estado estadounidense de Dakota del Sur. En el año 2010 tenía una población de 101 habitantes y una densidad poblacional de 1,08 personas por km².

## Geografía
El municipio de Enterprise se encuentra ubicado en las coordenadas 45°46′19″N 97°2′19″O / 45.77194, -97.03861. Según la Oficina del Censo de los Estados Unidos, el municipio tiene una superficie total de 93.22 km², de la cual 92,75 km² corresponden a tierra firme y (0,5 %) 0,47 km² es agua.

## Demografía
Según el censo de 2010, había 101 personas residiendo en el municipio de Enterprise. La densidad de población era de 1,08 hab./km². De los 101 habitantes, el municipio de Enterprise estaba compuesto por el 93,07 % blancos, el 5,94 % eran amerindios y el 0,99 % eran de una mezcla de razas. Del total de la población el 0 % eran hispanos o latinos de cualquier raza.